# Kinga Bąk
Kinga Bąk (née Baran le 29 avril 1982 à Łódź) est une ancienne joueuse polonaise de volleyball. Elle mesure 1,77 m et jouait au poste de passeuse. 

## Clubs
| Club                     | De        | À         |
| ------------------------ | --------- | --------- |
| Mazovia Rawa Mazowiecka  | 2002-2003 | 2002-2003 |
| AZS AWF Poznań           | 2003-2004 | 2004-2005 |
| KPS Skra Bełchatów       | 2005-2006 | 2005-2006 |
| AZS Białystok            | 2006-2007 | 2006-2007 |
| Budowlani Łódź           | 2007-2008 | 2008-2009 |
| LTS Legionovia Legionowo | 2009-2010 | 2013-2014 |
| KPS Chemik Police        | sept 2014 | oct 2014  |
| Apollon Limassol         | oct 2014  | déc 2014  |
| Wisła Varsovie           | jan 2015  | mai 2015  |

## Palmarès
- Supercoupe de Pologne
  - Vainqueur : 2014.
- Supercoupe de Chypre
  - Vainqueur : 2014.